# فرودگاه استیجاری میامی

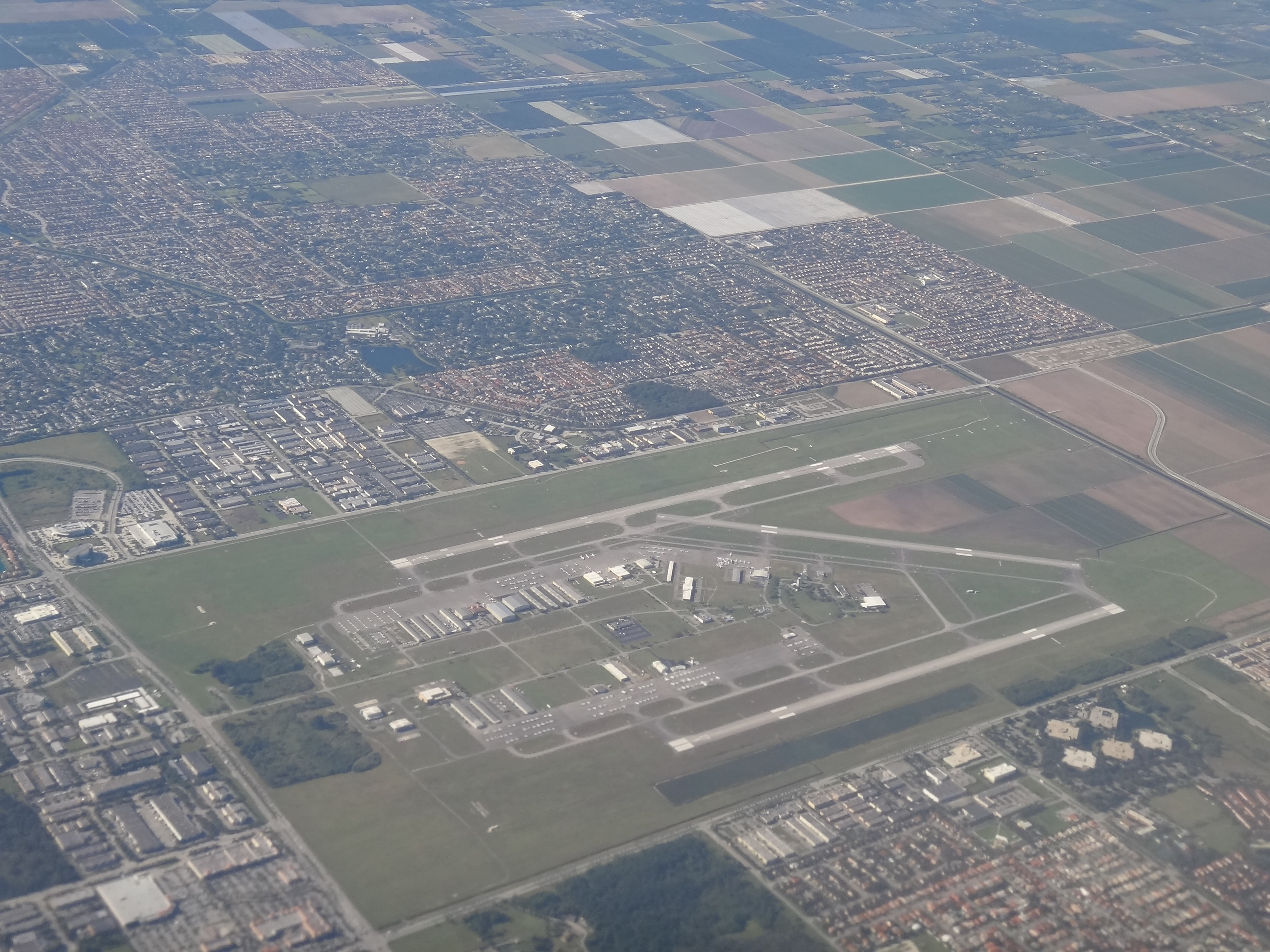
فرودگاه همگانی کندال–تامیامی

فرودگاه اجرایی کندال-تامیامی (به انگلیسی: Kendall-Tamiami Executive Airport) یک فرودگاه همگانی بهره‌برداری هوایی با کد یاتا TMB است که یک باند فرود آسفالت دارد و طول باند آن ۱۵۲۵ متر است. این فرودگاه در شهر میامی کشور ایالات متحده آمریکا قرار دارد و در ارتفاع ۲ متری از سطح دریا واقع شده است.